# Thymoites nevada
Thymoites nevada är en spindelart som beskrevs av Müller och Stefan Heimer 1990. Thymoites nevada ingår i släktet Thymoites och familjen klotspindlar.
Artens utbredningsområde är Colombia. Inga underarter finns listade i Catalogue of Life.